# Zmierzch astronomiczny

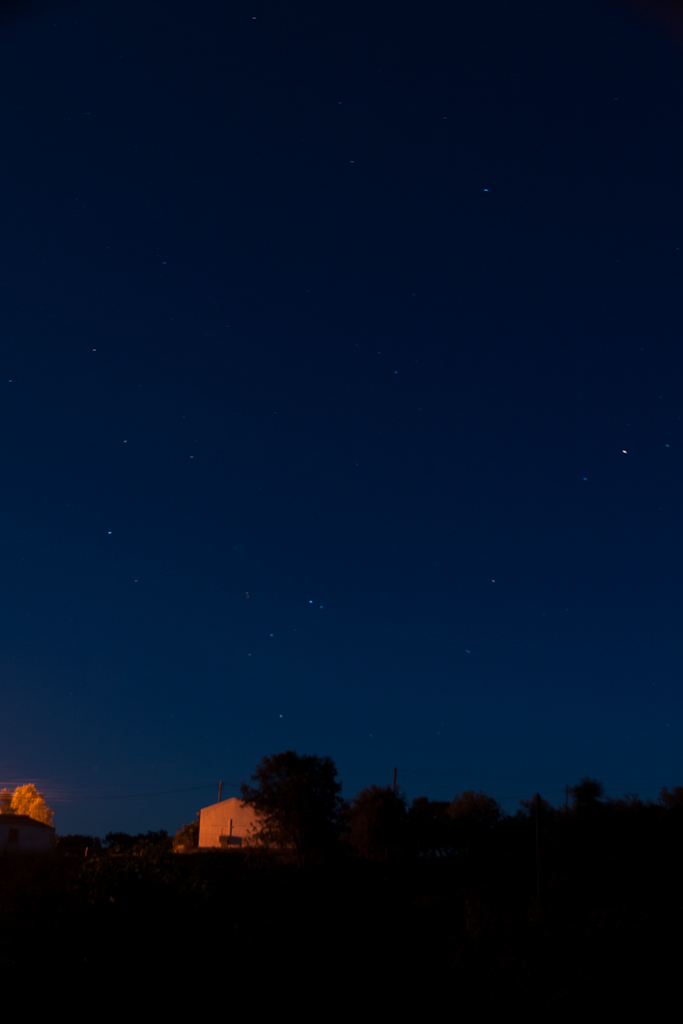
Początek zmierzchu astronomicznego

Zmierzch astronomiczny – określenie tej fazy zachodu Słońca, w której środek tarczy słonecznej znajdzie się pomiędzy 12 a 18 stopniem kątowym poniżej horyzontu (tarcza słoneczna oglądana z Ziemi ma średnicę ok. pół stopnia, tj. 0°30'). Koniec zmierzchu astronomicznego jest początkiem nocy astronomicznej.
W Polsce w miesiącach wiosenno-letnich, przez pewien okres nie ma nocy astronomicznej, gdyż po zmierzchu astronomicznym następuje bezpośrednio świt astronomiczny (Słońce nie schodzi poniżej 18 stopnia pod horyzont). W zależności od szerokości geograficznej trwa to od 23 do 88 dni.